# Emma McClarkin
Emma McClarkin (ur. 9 października 1978 w Stroud) – brytyjska polityk, deputowana do Parlamentu Europejskiego VII i VIII kadencji.

## Życiorys
Kształciła się w Stroud High School oraz na Uniwersytecie w Bournemouth. Przystąpiła do Partii Konserwatywnej. Pracowała w partyjnym biurze prasowym, a także w związku sportowym Rugby Football Union. Była też asystentką polityczną europosła Rogera Helmera.
W wyborach w 2009 z listy torysów uzyskała mandat deputowanej do Parlamentu Europejskiego. W PE została członkinią nowej grupy o nazwie Europejscy Konserwatyści i Reformatorzy, a także Komisji Kultury i Edukacji. W 2014 z powodzeniem ubiegała się o europarlamentarną reelekcję.